# 大慧寺

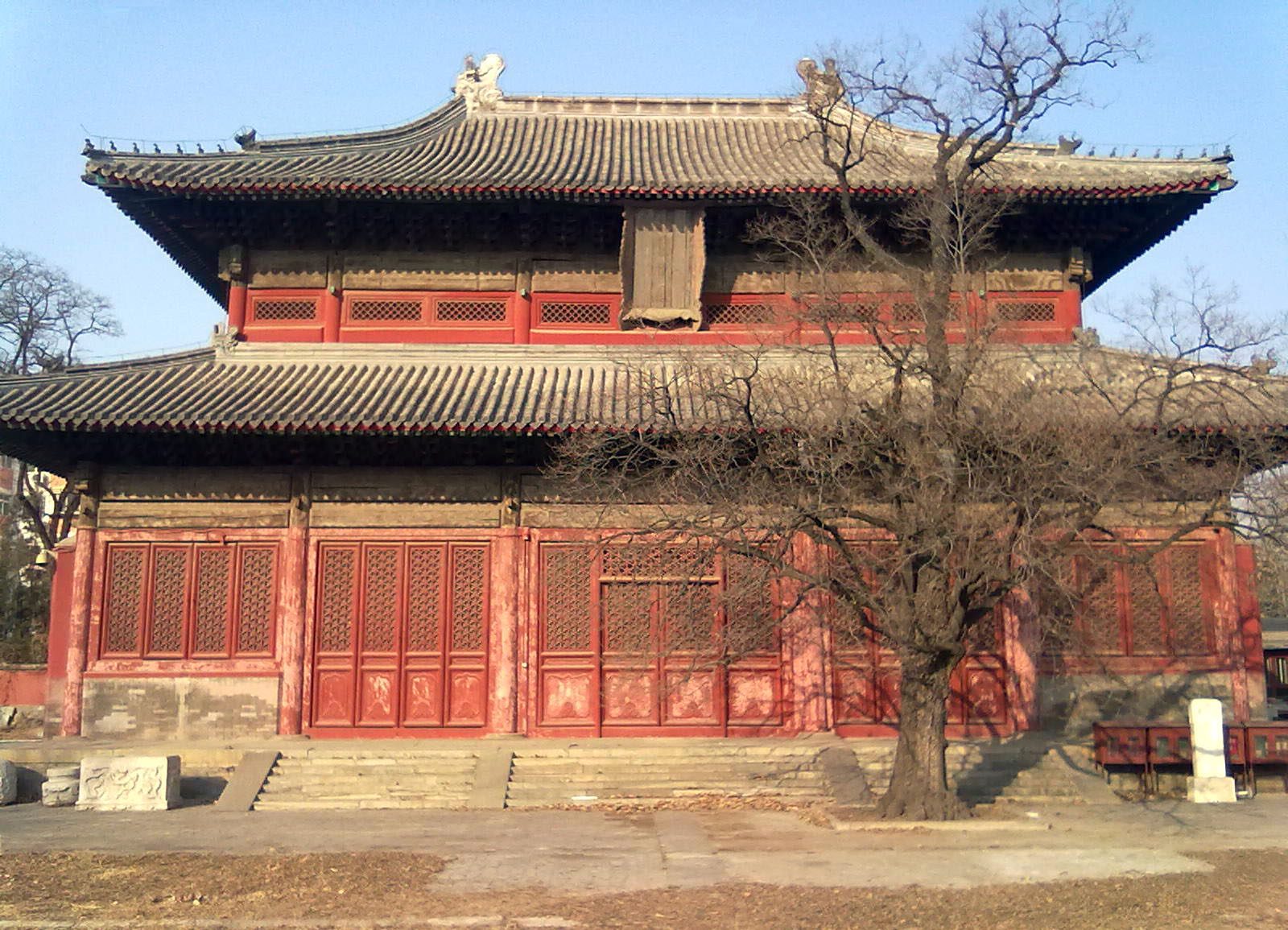
大慧寺

大慧寺（だいけいじ）は、中華人民共和国北京市海淀区にある寺である。二十八天像（二十八諸天像）を置く寺として有名である。大慧寺大悲殿は明の正徳8年（1513年）に作られた。大慧寺大悲殿内に二十八天像を置く。